# Johann Baptist von Anzer
Johann Baptist von Anzer (Weinried, 16 maggio 1851 – Roma, 24 novembre 1903) è stato un vescovo cattolico e missionario tedesco.

## Biografia

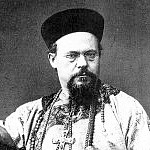
Monsignor Anzer in abiti cinesi.

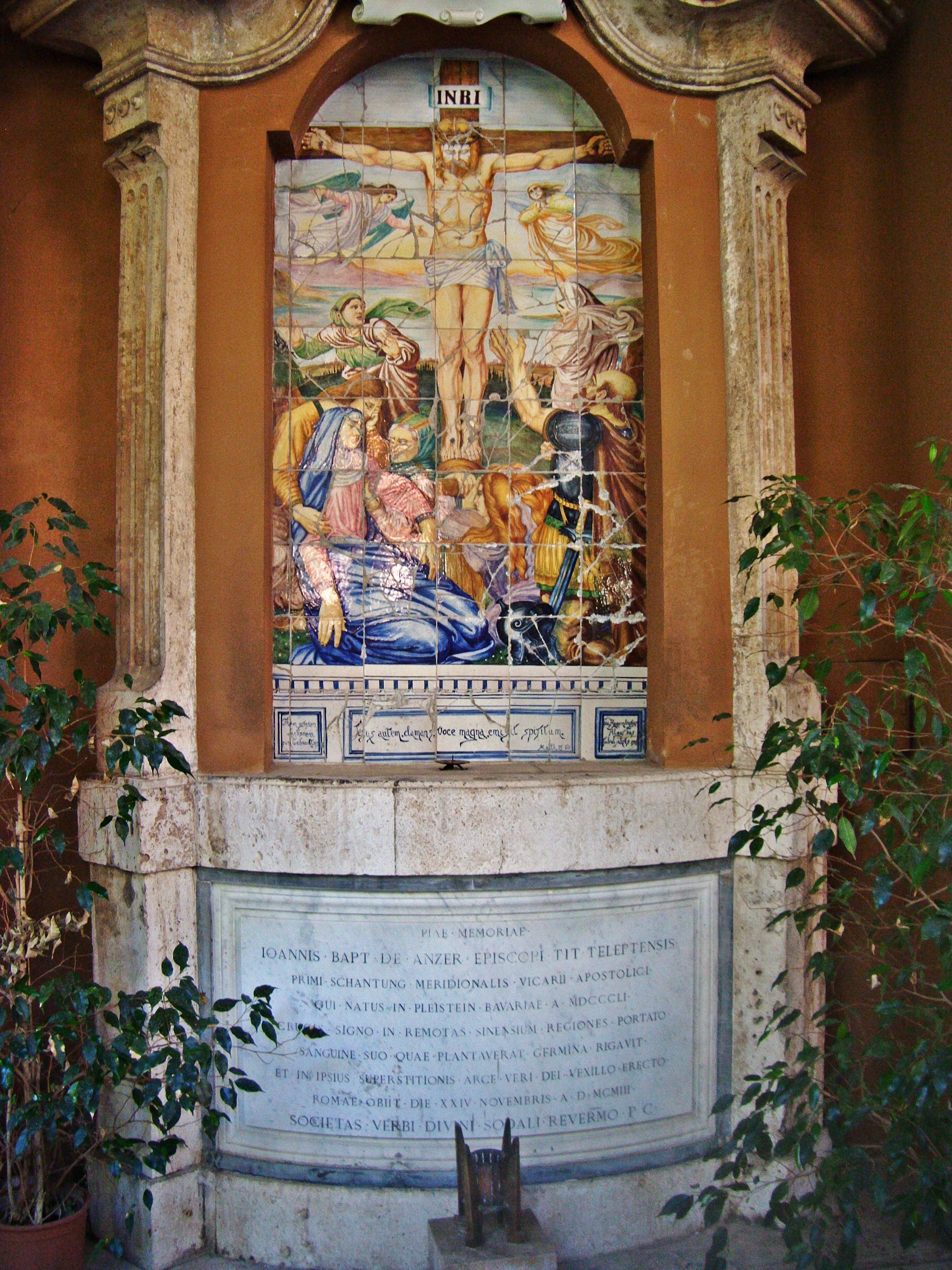
Tomba di monsignor Johann Baptist von Anzer nel campo santo dei teutonici e dei fiamminghi a Roma.

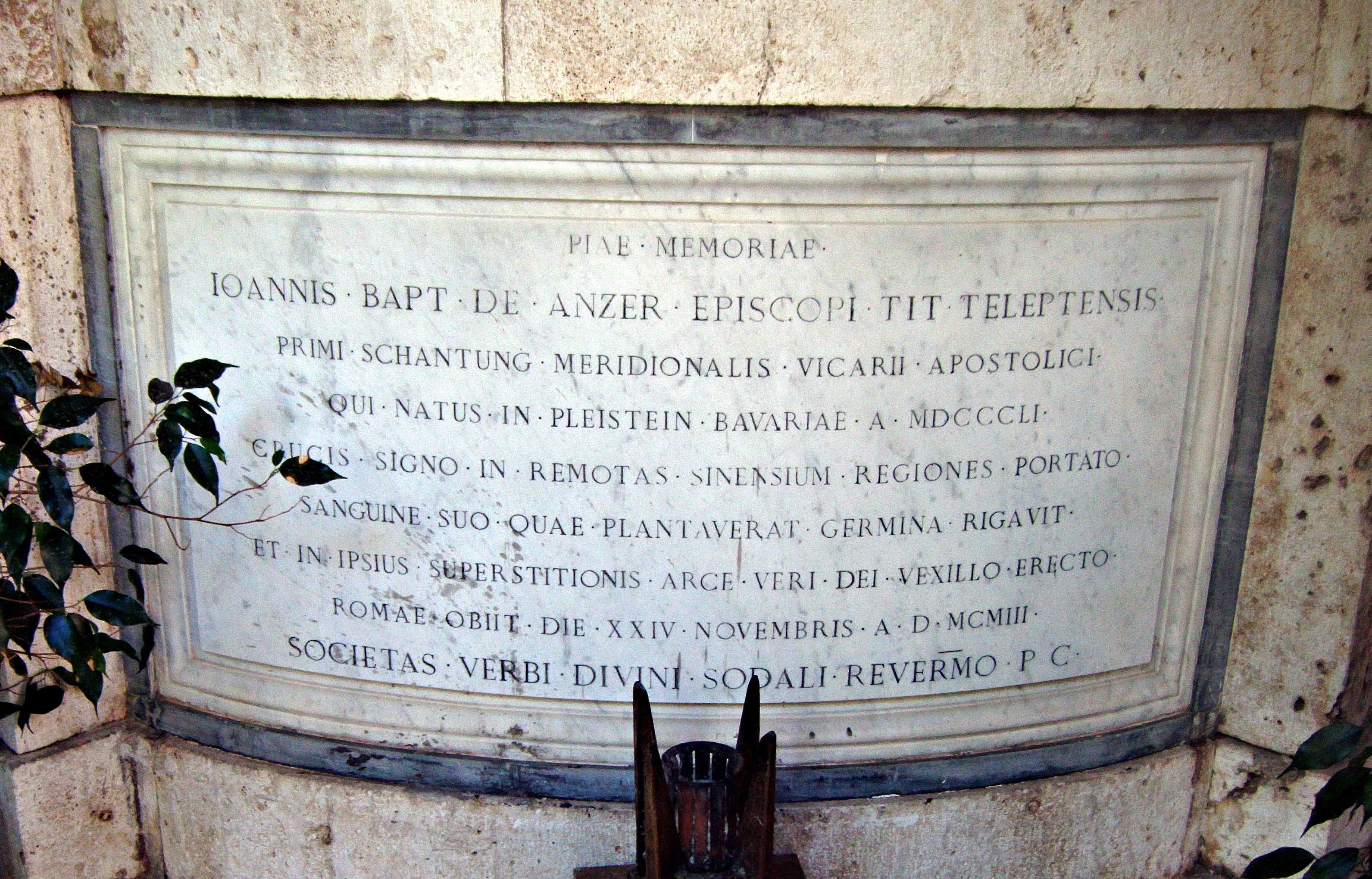
Iscrizione sulla tomba.

Johann Baptist Anzer nacque a Weinried in Baviera il 16 maggio 1851 ed era figlio di un contadino e di una macellaia.

### Formazione e ministero sacerdotale
Dopo aver studiato al liceo di Ratisbona entrò nel seminario di quella città dove studiò teologia per quattro semestri. Inizialmente voleva diventare un prete diocesano, ma poi la volontà di partire come missionario crebbe sempre di più. Dopo aver letto sulla rivista Kleinen Herz-Jesu-Boten un articolo pubblicato da Arnold Janssen sulla sua intenzione di fondare un ordine missionario tedesco, lo contattò e nel 1875 entrò nella prima casa dell'ordine a Steyl, nei Paesi Bassi. Negli anni successivi si sviluppò l'ordine missionario della Società del Verbo Divino.
Il 15 agosto 1876 fu ordinato presbitero. Nel 1879 Arnold Janssen lo inviò in Cina insieme al sacerdote altoatesino Josef Freinademetz. Fu a capo della scuola missionaria di Hong Kong fino al 4 gennaio 1882, quando venne nominato superiore della missione di Shantung Meridionale.

### Ministero episcopale
Nel dicembre del 1885 la Congregazione de Propaganda Fide decise di elevare la missione di Shantung Meridionale a vicariato apostolico. Il 12 gennaio 1886 papa Leone XIII lo nominò vicario apostolico dello Shantung Meridionale e vescovo titolare di Telepte. Ricevette l'ordinazione episcopale il 24 dello stesso mese nella chiesa di San Michele a Steyl dall'arcivescovo di Colonia Philipp Krementz, co-consacranti il vescovo di Treviri Michael Felix Korum e il vescovo coadiutore di Roermond Franciscus Antonius Hubertus Boermans. È stato il primo vescovo del suo ordine.
Pur vivendo nel quartier generale della missione a Yangchow, Anzer era un instancabile viaggiatore e scrittore nella causa della diffusione della conoscenza della missione. Fu un infaticabile fondatore di chiese, scuole e istituzioni sociali (case per bambini e per anziani in particolare) in tutto il territorio della missione.
Anzer era anche convinto della necessità di creare un sacerdozio indigeno e avviò la costruzione di un seminario per studenti cinesi. I primi due studenti cinesi furono ordinati nel 1896. Inizialmente, Anzer stesso si prese cura dell'educazione del clero, ma poi trasferì questo incarico a padre Johann Laxhuber (1858-1891). Dopo la precoce scomparsa di Laxhubers alla fine del 1891, il vescovo Anzer mise a capo del seminario padre Eberhard Limbrock. Questi mantenne l'incarico fino al 1896, quando venne nominato prefetto apostolico della prefettura apostolica delle Terre dell'Imperatore Guglielmo. Nel 1896 Anzer incaricò il suo pro-vicario Josef Freinademetz di assumere la direzione dell'istituto. L'anno successivo chiamò a succedergli padre Peter Roeser (1862-1944), missionario in quelle terre dal 1889.
Acquistò una casa per ritiri spirituali e introdusse un ritiro annuale per tutti i missionari.
Nel 1890, su iniziativa dell'ambasciatore tedesco a Pechino, Max von Brandt, Anzer liberò la sua missione dalla protezione diplomatica della Francia, che nel XIX secolo esercitava su tutti i missionari in Cina indipendentemente dalla loro nazionalità, e la pose sotto la protezione dell'Impero tedesco.
Il 1º novembre 1897 i missionari verbiti Richard Henle e Franz Xaver Nies furono assassinati da alcuni aggressori cinesi in quello che è noto come "l'incidente di Juye". A quel tempo, Anzer si trovava in visita in Europa e si affrettò a raggiungere Berlino dove persuase il kaiser Guglielmo II a inviare due navi da guerra nella baia di Kiao-Ciao, sulla costa sud-orientale dello Shandong. I tedeschi sfruttarono gli omicidi come un pretesto per l'istituzione di una colonia. Il centro della missione si trasferì poi a Tsingtao.
Nel 1897 il principe reggente del Regno di Baviera Luitpold lo elevò alla nobiltà e poté aggiungere il prefisso von al cognome.
L'efficacia di Anzer come missionario nello Shandong e la colonizzazione tedesca di parti della provincia minacciarono di aumentare le tensioni sociali. Non è chiaro se questo sia stato un fattore significativo nello scoppio della ribellione dei Boxer nel 1900. Sebbene la rivolta fosse anticristiana, non era infatti focalizzata sulle aree della missione del vescovo Anzer.
Morì per un improvviso ictus che lo colse durante un soggiorno al Collegio teutonico di Santa Maria dell'Anima a Roma il 24 novembre 1903. Era tornato in Europa per alcune consultazioni dopo che erano stati ricevuti reclami da alcuni dei suoi sacerdoti. È sepolto nel campo santo dei teutonici e dei fiamminghi a Roma. Il suo cuore avrebbe dovuto essere portato in Cina, nella sua diocesi. Poiché, secondo Josef Freinademetz, una tale usanza avrebbe indotto a conclusioni errate i cinesi, si decise di seppellire il cuore del defunto vescovo Anzer nel cimitero della missione San Gabriele nei pressi di Vienna.

## Opere
- Ein Heiligtum des Hl. Geistes am Kaiserkanale in China, von J. B. Anzer (Zining, am 23. März 1896). In Kleiner Herz-Jesu-Bote, 23. Jg., Nr. 12, Steyl, September 1896, Beilage Nr. 27, September 1896, pp. 107–108.
- Jahresbericht an die Wohlthäter der Mission in Südschantung. Vom hochwürdigsten Herrn Bischof J. B. Anzer, in: Kleiner Herz-Jesu-Bote 23. Jg., Nr. 5 (Steyl Febr. 1896) 35–39; Nr. 6 (März 1897) 44–47.
- Jahresbericht an die Wohlthäter der Mission in Südschantung. Vom hochw. Herrn Bischof J. B. Anzer, in: Kleiner Herz-Jesu-Bote 24. Jg., Nr. 5 (Steyl Febr. 1897) 37–39. Beilage zum Kleinen Herz-Jesu-Boten, Nr. 5, 1897, 17–18.
- Neujahrsgruss an die Wohlthäter der Mission in Südschantung. Vom hochw. H. Bischof J. B. Anzer, in: Kleiner Herz-Jesu-Bote, 25. Jg. Nr. 2. (Nov. 1897). Beilage Nr. 3 (1898) 9–10.

## Genealogia episcopale
La genealogia episcopale è:
- Cardinale Scipione Rebiba
- Cardinale Giulio Antonio Santori
- Cardinale Girolamo Bernerio, O.P.
- Arcivescovo Galeazzo Sanvitale
- Cardinale Ludovico Ludovisi
- Cardinale Luigi Caetani
- Cardinale Ulderico Carpegna
- Cardinale Paluzzo Paluzzi Altieri degli Albertoni
- Papa Benedetto XIII
- Papa Benedetto XIV
- Papa Clemente XIII
- Cardinale Giovanni Carlo Boschi
- Cardinale Bartolomeo Pacca
- Cardinale Francesco Serra Cassano
- Arcivescovo Joseph Maria Johann Nepomuk von Fraunberg
- Cardinale Johannes von Geissel
- Vescovo Eduard Jakob Wedekin
- Cardinale Paul Ludolf Melchers, S.I.
- Arcivescovo Philipp Krementz
- Vescovo Johann Baptist von Anzer, S.V.D.